# Collections (moteur de recherche)
Le moteur Collections est un moteur de recherche permettant un accès au patrimoine culturel numérisé, disponible sur le portail du ministère de la Culture et de la Communication.

## Histoire
Mis en ligne en avril 2007, Collections est d'abord un moteur de recherche dans quatorze bases de données du ministère, qui s'élargit à trente-et-une bases au mois d'août.
En novembre, le projet d'amélioration de Collections amène le ministère à choisir le moteur de recherche sémantique généraliste Intuition de la société Sinequa, basé sur l'analyse morphosyntaxique, et capable de traiter les termes d'une requête en langage naturel.
Mis en ligne en avril 2008, le nouveau moteur Collections, dont la recherche est disponible en français, anglais et espagnol, s'enrichit régulièrement de nouvelles ressources culturelles numériques.

## Contenu
Les ressources documentaires proviennent de près d'une cinquantaine de bases de données, de publications électroniques et visites virtuelles en ligne, de sites internet… du ministère de la Culture et de ses établissements publics, musée du Louvre, musée du quai Branly, musée des arts décoratifs de Paris, Bibliothèque nationale de France, Réunion des musées nationaux et du Grand Palais des Champs-Élysées, Centre des monuments nationaux, Institut national de l'audiovisuel, ainsi que des collectivités territoriales partenaires, archives départementales (Archives Napoléon, Ardennes, Pas-de-Calais, Mémoires de la Somme…), bibliothèques municipales, services régionaux de l'Inventaire, musées (musée d'art et d'histoire du judaïsme, musée national d’art moderne, musées nationaux récupération, musée d’Orsay, musées de la région Centre…), Images en mission du Service protestant de Mission…
Le moteur Collections alimente également le portail français de la bibliothèque numérique européenne, Europeana.